# Moungi Bawendi
Moungi Bawendi (ur. 15 marca 1961 w Paryżu) – amerykański chemik pochodzenia tunezyjsko-francuskiego. Laureat Nagrody Nobla w dziedzinie chemii w 2023 roku.
4 października 2023 roku ogłoszono nagrodzenie Bawendiego wraz z Louisem Brusem oraz Aleksiejem Jekimowem Nagrodą Nobla w dziedzinie chemii za odkrycie i syntezę kropek kwantowych”. Każdy z nagrodzonych otrzymał 1/3 nagrody.
W komunikacie Komitet Noblowski wyróżnił rolę kropek kwantowych, najmniejszych składników nanotechnologii oraz wytworzenie cząstek tak małych, że o ich właściwościach decydują zjawiska kwantowe. W uzasadnieniu Komitet wskazał, że po odkryciach Jefimowa i Brusa z lat 80., w 1993 roku Bawendi zrewolucjonizował chemiczne wytwarzanie kropek kwantowych osiągając cząstki bliskie doskonałości. Tak wysoka jakość była potrzebna do ich stosowania.